# Alice : De l'esclavage à la liberté
Pour plus de détails, voir Fiche technique et Distribution.
Alice est un film américain écrit et dirigé par Krystin Ver Linden, sorti le 18 mars 2022, après une avant première au Festival du film de Sundance le 23 janvier 2022.
En France, le film est disponible depuis 2023 sur le catalogue de Netflix.

## Synopsis
Alice (Keke Palmer) est une esclave dans la plantation de Paul Bennet et réussie à s'échapper de sa situation. Elle se retrouve alors sur une autoroute, en l'année 1973. Elle se rend alors compte qu'elle a été coupée du monde et gardée en esclavage bien après son abolition aux États-Unis en 1865. Elle va alors chercher vengeance en traquant l'ex-femme de Paul puis ce dernier afin de libérer les esclaves restés dans la plantation.

## Fiche technique
- Sociétés de distribution : Roadside Attractions, Vertical Entertainment, Universal Pictures (à l'international)

## Distribution
- Keke Palmer (VF : Fily Keita) : Alice
- Jonny Lee Miller (VF : Guillaume Lebon) : Paul Bennett
- Common (VF : Florian Wormser) : Frank
- Gaius Charles (VF : Namakan Koné) : Joseph
- Natasha Yvette Williams (VF : Marie Bouvier) : Ruth
- Alicia Witt (VF : Aurélie Fournier) : Rachel
- Madelon Curtis : Mme Bennett
- Jaxon Goldenberg (VF : Franck Gourlat) : Daniel Bennett
- Kenneth Farmer (VF : Rody Benghezala) : Moses
- Craig Stark (VF : Julien Meunier) : Aaron

Version française
- - Société de doublage : Iyuno Media Group
  - Directrice artistique : Marjorie Frantz

Sources et légendes : version française (VF) sur RS Doublage

## Autour du film
Le film est inspiré de l'histoire de Mae Louise Miller (en), une américaine ayant été élevée isolée du monde et utilisée comme esclave avec sa famille jusqu'en 1961.

## Distinctions
Sauf indication contraire, les informations mentionnées dans cette section peuvent être confirmées par la base de données cinématographiques IMDb,  présente dans la section « Liens externes ».

### Récompenses
- Festival international du film de Palm Springs 2023 :
  - Meilleur Réalisation espoir pour Krystin Ver Linden

### Nominations
- Black Reel Awards 2023 :
  - Meilleure bande originale pour Common
- NAACP Image Awards 2023 : 
  - Meilleur scénariste dans un film pour Krystin Ver Linden
  - Meilleure révélation dans un film pour Krystin Ver Linden
  - Meilleure actrice dans un film pour Keke Palmer
- Saturn Awards 2022 :
  - Meilleur film indépendant